# Біль грудей
Біль у грудях є симптомом дискомфорту в грудях. Біль, який виникає в обох груди і який повторювано виникає перед початком менструації, як правило, не є серйозним. Більше занепокоєння викликає біль, що вражає лише одну з грудей. Серйозним цей симптом є при одночасній наявності твердих утворень або виділень із соска.
Причини можуть бути пов'язані з менструальним циклом, протизаплідними таблетками, гормональною терапією або психіатричними ліками. Біль також може виникати у тих, хто має великі груди, під час менопаузи та на ранніх термінах вагітності. Приблизно у 2 % випадків біль у грудях пов'язаний з раком молочної залози. Діагностика передбачає обстеження з медичною візуалізацією, якщо болить лише певна частина грудей.
Більш ніж 75 % людей біль зникає без будь-якого спеціального лікування. В іншому випадку лікування може включати парацетамол або нестероїдні протизапальні препарати. Добре підібраний бюстгальтер також може допомогти. Для пацієнтів із сильним болем можуть використовувати тамоксифен або даназол. Приблизно 70 % жінок відчувають біль у грудях у певний момент часу. Біль у грудях є одним із найпоширеніших симптомів грудей, поряд із утвореннями в грудях і виділеннями із сосків.